# William Hawthorne
William Rede Hawthorne (22 mai 1913 - 16 septembre 2011) est un professeur d'ingénierie britannique qui travaille sur le développement du moteur à réaction. L'équation de Bragg-Hawthorne porte son nom.

## Biographie
Hawthorne est né à Newcastle-upon-Tyne, en Angleterre, fils d'un ingénieur civil de Belfast. Il a deux frères cadets, John et Edward. Il fait ses études à la Westminster School de Londres, puis étudie les mathématiques et l'ingénierie au Trinity College de Cambridge, obtenant son diplôme en 1934 avec une double première. Il passe deux ans en tant qu'apprenti diplômé chez Babcock & Wilcox Ltd, puis part au Massachusetts Institute of Technology (MIT) à Cambridge, où ses recherches sur les flammes laminaires et turbulentes lui valent un ScD deux ans plus tard. En 1939, il épouse Barbara Runkle (décédée en 1992, petite-fille du deuxième président du MIT, John Daniel Runkle), et ils ont un fils et deux filles.
Après le MIT, il retourne chez Babcock & Wilcox. En 1940, il rejoint le Royal Aircraft Establishment à Farnborough. Il est ensuite détaché chez Power Jets Ltd à Lutterworth, où il travaille avec Frank Whittle sur le développement de la chambre de combustion pour le moteur à réaction. S'appuyant sur ses travaux sur le mélange de carburant et d'air dans les flammes au MIT, il dérive le mélange pour une combustion rapide ; les chambres produites par son équipe sont utilisées dans le premier avion à réaction britannique.
En 1941, il retourne à Farnborough en tant que chef de la nouvelle division des turbines à gaz et en 1944, il est envoyé pendant un certain temps à Washington pour travailler avec la British Air Commission. En 1945, il devient directeur adjoint de la recherche sur les moteurs au ministère britannique de l'approvisionnement avant de retourner en Amérique un an plus tard en tant que professeur associé d'ingénierie au MIT. Il y est nommé professeur George Westinghouse de génie mécanique à l'âge de 35 ans et, en 1951, retourne à Cambridge, au Royaume-Uni, en tant que premier professeur Hopkinson et Imperial Chemical Industries de thermodynamique appliquée (1951-1980). Le travail le plus remarquable de Hawthorne à Cambridge concerne la compréhension des mécanismes de perte dans les turbomachines, et pendant son mandat de chef de département, lui et le professeur John Horlock (plus tard vice-chancelier de l'Open University) créent le laboratoire de turbomachines.
La pénurie de pétrole à la suite de la crise de Suez et l'intérêt de Hawthorne pour les questions énergétiques conduisent à son invention et au développement de barges flexibles Dracone pour le transport de pétrole, d'eau douce ou d'autres liquides. Le nom Dracone serait une référence au roman de science-fiction Dragon in the Sea de Frank Herbert qui présentait ce type de pétrolier . Hawthorne est actif dans de nombreux comités et organes consultatifs concernés par les questions énergétiques, en particulier le Conseil consultatif sur la conservation de l'énergie, dont il est président depuis sa création en 1974.
Hawthorne est élu membre de la Royal Society en 1955  et fait chevalier en 1970. Il est chef du département d'ingénierie de Cambridge en 1968 et est nommé maître du Churchill College de Cambridge la même année (1968-1983).
Président du Pentacle Club de 1970 à 1990, Hawthorne est bien connu pour faire de la magie et est rappelé à ce jour par le personnel de cuisine du Churchill College comme «l'homme qui faisait sortir des rouleaux de fromage derrière ses oreilles».